# Émile Riandreys
Henri Georges Marsauche dit Émile Riandreys, né  le 18 février 1900 dans le 9e arrondissement de Paris, ville où il est mort à l'Hôpital Broussais dans le 14e arrondissement de Paris le 19 novembre 1977, est un acteur français.
Connu également sous le seul nom de Riandreys, il débuta comme chanteur fantaisiste sur les scènes de music-halls parisiens.

## Filmographie

### Cinéma
- 1931 : La Malle de Louis Mercanton (court métrage)
- 1931 : Octave de Louis Mercanton (court métrage)
- 1932 : Paris-Méditerranée de Joe May
- 1932 : Riri et Nono amoureux de Marc Didier (court métrage) : Riri
- 1932 : Riri et Nono chez les pur-sang de Roger Capellani (moyen métrage) : Riri
- 1932 : Riri et Nono en vacances de Jacques Daroy (court métrage) : Riri
- 1932 : Riri et Nono mannequin de Marc Didier (court métrage) : Riri
- 1932 : Riri et Nono se débrouillent de Marc Didier (moyen métrage) : Riri
- 1933 : Le Chemin du bonheur de Jean Mamy : André
- 1933 : La Jeune Fille d'en face de Marc Didier (court métrage)
- 1934 : Flofloche de Gaston Roudès : Dominique
- 1934 : Minuit, place Pigalle de Roger Richebé
- 1936 : L'Homme du jour de Julien Duvivier
- 1936 : Prends la route de Jean Boyer et Louis Chavance
- 1938 : Je chante de Christian Stengel : un domestique
- 1938 : Lumières de Paris de Richard Pottier
- 1938 : La Marraine du régiment de Gabriel Rosca
- 1939 : Ma tante dictateur de René Pujol
- 1939 : Les Musiciens du ciel de Georges Lacombe : Petite Pogne
- 1939 : Pour le maillot jaune de Jean Stelli
- 1939 : Sidi-Brahim de Marc Didier
- 1941 : Mademoiselle Swing de Richard Pottier : le secrétaire de l'orchestre
- 1941 : Montmartre-sur-Seine de Georges Lacombe
- 1942 : Croisières sidérales d'André Zwoboda : un consommateur au café
- 1943 : Le Bal des passants de Guillaume Radot : Justin
- 1946 : Le Bateau à soupe de Maurice Gleize : le cuistot
- 1946 : Destins de Richard Pottier
- 1946 : Pétrus de Marc Allégret : un agent
- 1946 : La Taverne du poisson couronné de René Chanas : Clovis
- 1947 : Émile l'Africain de Robert Vernay
- 1947 : Fort de la solitude de Robert Vernay
- 1948 : Les Dieux du dimanche de René Lucot
- 1948 : Toute la famille était là de Jean de Marguenat
- 1949 : Fantômas contre Fantômas de Robert Vernay : l'homme assassiné à l'hôpital
- 1949 : La Maternelle d'Henri Diamant-Berger : l'aveugle
- 1950 : Le Roi Pandore d'André Berthomieu : un habitué du café
- 1950 : Le Gang des tractions-arrière de Jean Loubignac
- 1950 : Refrains d'amour de Georges Jaffé (court métrage)
- 1950 : Casimir de Richard Pottier : le grippé
- 1951 : Duel à Dakar de Claude Orval et Georges Combret : le barman
- 1951 : Ma femme, ma vache et moi de Jean-Devaivre
- 1952 : Suivez cet homme de Georges Lampin : le couturier
- 1952 : La Fugue de monsieur Perle de Roger Richebé : un cheminot de la S.N.C.F.
- 1954 : Cadet Rousselle d'André Hunebelle : le juge
- 1954 : Poisson d'avril de Gilles Grangier : un consommateur au café
- 1955 : L'Impossible Monsieur Pipelet d'André Hunebelle : Toto
- 1955 : Marguerite de la nuit de Claude Autant-Lara
- 1955 : Mémoires d'un flic de Pierre Foucaud : l'oncle Charles
- 1955 : On déménage le colonel de Maurice Labro : le cafetier
- 1956 : C'est une fille de Paname d'Henri Lepage
- 1956 : La Loi des rues de Ralph Habib : l'entrepreneur
- 1956 : Les Lumières du soir de Robert Vernay
- 1956 : Reproduction interdite ou Meurtre à Montmartre de Gilles Grangier : le garçon boucher
- 1956 : La Roue d'André Haguet : un cheminot
- 1958 : Le Désordre et la Nuit de Gilles Grangier : Louis, le barman de la P.J.
- 1958 : À pied, à cheval et en spoutnik de Jean Dréville
- 1958 : Madame et son auto de Robert Vernay
- 1959 : Rue des prairies de Denys de La Patellière : un prisonnier
- 1959 : La Jument verte de Claude Autant-Lara
- 1959 : Le Gendarme de Champignol de Jean Bastia : un consommateur
- 1960 : L'Ours d'Edmond Séchan
- 1961 : Les Livreurs de Jean Girault
- 1961 : Les Menteurs d'Edmond T. Gréville
- 1962 : C'est pas moi, c'est l'autre de Jean Boyer : un automobiliste
- 1963 : Des pissenlits par la racine de Georges Lautner : le régisseur
- 1964 : La Chance et l'Amour de Claude Berri : un soldat (sketch La Chance du guerrier)
- 1964 : Jaloux comme un tigre de Darry Cowl :  un serveur qui parie
- 1964 : Requiem pour un caïd de Maurice Cloche
- 1965 : Les Baratineurs de Francis Rigaud
- 1965 : La Métamorphose des cloportes de Pierre Granier-Deferre : l'employé de l'agence de placement
- 1965 : Piège pour Cendrillon d'André Cayatte : le portier
- 1965 : Fantomas se déchaîne d'André Hunebelle : un homme au wagon-restaurant
- 1966 : Les Compagnons de la marguerite de Jean-Pierre Mocky : le gardien de prison
- 1966 : Le Jardinier d'Argenteuil de Jean-Paul Le Chanois : un passant
- 1966 : Trois enfants dans le désordre de Léo Joannon : un invité à la noce
- 1967 : Ces messieurs de la famille de Raoul André : le voisin de palier
- 1968 : La Grande Lessive (!) de Jean-Pierre Mocky : un inspecteur de police
- 1968 : Sous le signe du taureau de Gilles Grangier : un automobiliste
- 1969 : Dernier Domicile connu de José Giovanni : le voyageur de l'autobus
- 1970 : Laisse aller... c'est une valse de Georges Lautner : Henri
- 1972 : Quelques messieurs trop tranquilles de Georges Lautner: Martin, le jardinier du château
- 1974 : OK patron de Claude Vital
- 1977 : Mort d'un pourri de Georges Lautner : l'employé de la morgue

### Télévision
- 1970 : Au théâtre ce soir - La Manière forte de Jacques Deval, mise en scène Pierre Mondy, réalisation Pierre Sabbagh, Théâtre Marigny
- 1971 : Tang (série télévisée) d'André Michel : l’inventeur au casino
- 1973 : Le Jardinier de Antoine-Léonard Maestrati: le guichetier
- 1973 : Les Enquêtes du commissaire Maigret, épisode Maigret et l'Homme du banc de René Lucot : Louis Thouret

## Théâtre
- 1952 : Les Compagnons de la marjolaine de Marcel Achard, mise en scène Yves Robert, Théâtre Antoine
- 1974 : The Tour de Nesles d'Alec Pierre Quince d'après Alexandre Dumas, mise en scène Archibald Panmach,  Théâtre de la Porte-Saint-Martin